# Кангасниеми, Тайсто
Тайсто Ильмари Кангасниеми (фин. Taisto Ilmari Kangasniemi; 2 апреля 1924, Канкаанпяа — 31 октября 1997, Кангасала, Финляндия) — финский борец, призёр Олимпийских игр.
Тайсто Кангасниеми родился в 1924 году в Канкаанпяа. В 1948 году выступил в соревнованиях по греко-римской борьбе на Олимпийских играх в Лондоне, где стал 4-м. В 1952 году на Олимпийских играх в Хельсинки стал 6-м на соревнованиях по вольной борьбе. В 1956 году смог завоевать бронзовую медаль на Олимпийских играх в Мельбурне по правилам вольной борьбы, а по правилам греко-римской борьбы стал 6-м. В 1964 году принял участие в Олимпийских играх в Токио, но не завоевал медалей.